# Манчестер Юнайтед (Мшингішингіні)
Футбольний клуб «Манчестер Юнайтед» або просто Манчестер Юнайтед (англ. Manchester United Football Club) — свазілендський футбольний клуб, який базується у місті Мшингішингіні (20 км на північ від міста Піґґс Пік), яке знаходиться на головній дорозі Піґґс Пік — Мацамо.

## Історія
Футбольний клуб «Манчестер Юнайтед» було засновано в місті Мшингішингіні в 1990 році. З моменту свого заснування клуб виступав у різноманітних місцевих змаганнях, допоки в 2000 році не дебютував у Суперлізі округу Хохо. В сезоні 2005/06 років команда виграла Північну зону чемпіонату округу Хохо та гарантувала собі місце в Першому дивізіоні чемпіонату Свазіленду. А вже наступного сезону «Ман Ю» дебютував у першому дивізіоні та став його бронзовим призером. В сезоні 2007/08 років команда стала віце-чемпіоном Першого дивізіону та здобула путівку до Прем'єр-ліги. В 2009 році команда дебютувала у Прем'єр-лізі дуже невдало, посіла останнє 12-те місце та повернулася до Першого дивізіону, а вже наступного сезону команда посіла лише 7-ме місце в Першому дивізіоні та ледь не вилетіла з нього. В сезоні 2010/11 років «Манчестер Юнайтед» посів 12-те місце та став однією з чотирьох команд, які вилетіли з Першого дивізіону.

## Досягнення
- Перший дивізіон чемпіонату Свазіленду з футболу:
  -  Срібний призер (1): 2007/08
  -  Бронзовий призер (1): 2006/07

- Чемпіонат округу Хохо з футболу
  -  Чемпіон (1): 2005/06

## Відомі гравці
- Твала Матхокоза